# 七日町通り

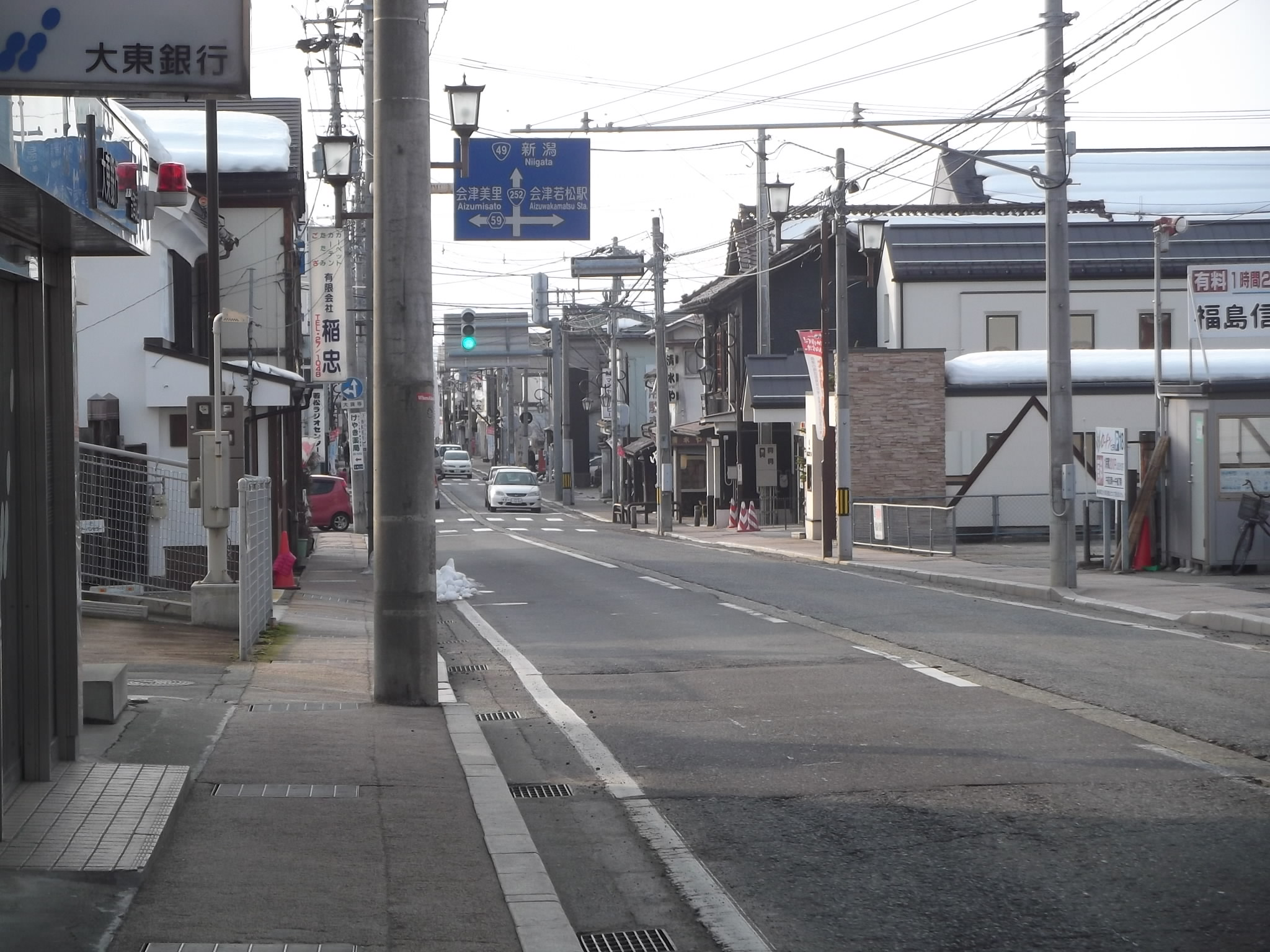
七日町通り

七日町通り（なのかまちどおり、なぬかまちどおり）は、福島県会津若松市内の通りの愛称。

## 概要
七日町通りは会津若松市の市街地の通りであり、野口英世青春通り西側からJR只見線七日町駅付近までを指す。

## 歴史
江戸時代には越後街道の経路で、米沢街道、下野街道も経由しており、問屋、旅龍などが存在していた。特に旅籠の数は多く、明治時代初期まで30軒の旅籠があったとされる。七日町の名は、毎月七の日に市が立っていたことからとされる。
その後、1934年には通りの西に七日町駅が設置されたほか、昭和時代後半には、国道49号の一部であり、自動車交通の発展により交通量の増加が見られた。これを受けて、現在の国道49号である若松バイパスの整備が行われ、現在は国道252号の経路となっている。

### 観光資源としての町並みの活用
1994年3月、歴史的建造物等を活かした商店街の再生等を目的とした任意機関、七日町通りまちなみ評議会が発足した。沿道にはレオ氏郷南蛮館や洋館、白木屋資料館、阿弥陀寺御三階などが存在しており、評議会ではこれらを活かした商店街の活性化を図っている。また、2002年には只見線七日町駅の駅舎が改修され、アンテナショップなど役割も備えた「駅Cafe.」がオープンしているほか、会津若松市内で運転される観光向けのバス、「ハイカラさん」、「あかべぇ」も七日町通りを経由する。

## 交差する道路など
大町四つ角から七日町駅方面の順。交差する道路について、特記がない場合は会津若松市道。交差する道路については、左側が国道下り線側、右側が国道上り線側。
| 国道252号〈神明通り〉、市内東山町方面 |                                   |                |
| 会津若松駅方面 〈野口英世青春通り〉   | 市内中町方面 〈野口英世青春通り〉 | 大町四つ角     |
| 会津若松駅方面                        | 福島県道59号会津若松三島線        | -              |
| 会津若松駅方面                        | 市内本町方面                      | -              |
| 市内町北町方面                        | 市内日新町方面                    | -              |
| -                                     | 西若松駅方面                      | （七日町駅前） |
| 国道252号 会津坂下町、柏崎市方面      |                                   |                |

## 沿線
- 阿弥陀寺
- 常光寺
- 金剛寺
- 天光稲荷神社
- レオ氏郷南蛮館
- 白木屋資料館
- 東日本旅客鉄道只見線 - 七日町駅